# Урлаци (Васлуј)
Урлаци (рум. Urlați) насеље је у Румунији у округу Васлуј у општини Димитрије Кантемир. Oпштина се налази на надморској висини од 141 m.

## Становништво
Према подацима из 2002. године у насељу је живело 320 становника, од којих су сви румунске националности.